# Cinética de reacción en flujo supersónico uniforme

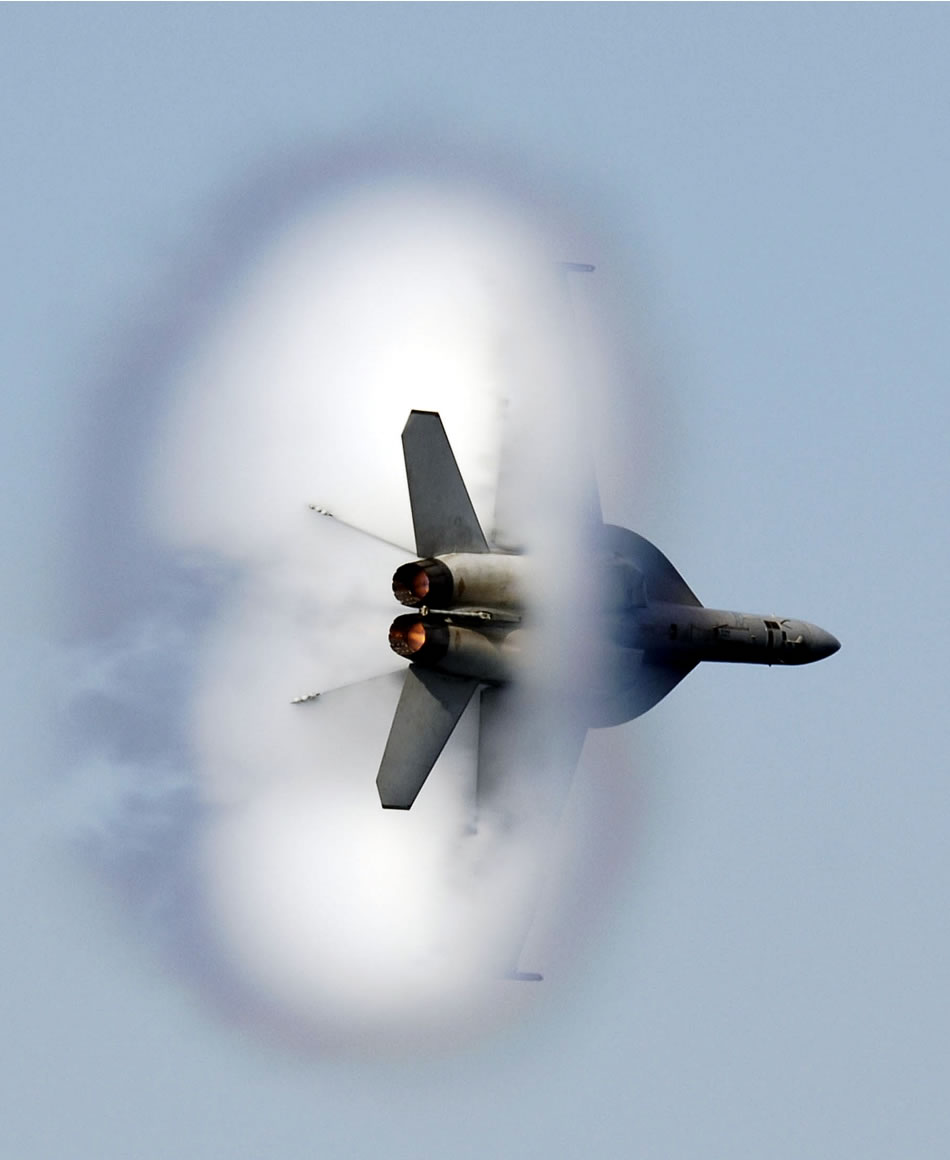
Dinámicas del F-18

Cinética de reacción en flujo supersónico uniforme (en francés: Cinétique de Réaction en Ecoulement Supersonique Uniforme, CRESU) es un experimento que investiga reacciones químicas que tienen lugar a temperaturas muy bajas.
La técnica implica la expansión de un gas o una mezcla de gases a través de una boquilla de Laval desde un depósito de alta presión a una cámara de vacío. A medida que se expande, la boquilla colima el gas en un haz supersónico uniforme que está esencialmente libre de colisiones y tiene una temperatura que, en el centro del marco de masa, puede estar significativamente por debajo de la del gas del depósito. Cada boquilla produce una temperatura característica. De esta manera, se puede lograr cualquier temperatura entre la temperatura ambiente y aproximadamente 10K. 

## Aparato
Existen relativamente pocos aparatos CRESU por la simple razón de que el rendimiento del gas y los requisitos de bombeo son enormes, lo que los hace costosos de operar. Dos de los principales centros han sido la Universidad de Rennes (Francia) y la Universidad de Birmingham (Reino Unido). Un desarrollo más reciente ha sido una versión pulsada del CRESU, que requiere mucho menos gas y, por lo tanto, bombas más pequeñas. 

## Cinética
La mayoría de las especies tienen una presión de vapor insignificante a temperaturas tan bajas y esto significa que se condensan rápidamente a los lados del aparato. Esencialmente, la técnica CRESU proporciona un "tubo de flujo sin pared", que permite investigar la cinética de las reacciones en fase gaseosa a temperaturas mucho más bajas de lo que es posible. 
Los experimentos de cinética química pueden llevarse a cabo en forma de sonda de bomba usando un láser para iniciar la reacción (por ejemplo, preparando uno de los reactivos por fotólisis de un precursor), seguido de la observación de esa misma especie (por ejemplo, por  fluorescencia inducida por láser) después de un retraso de tiempo conocido. La señal de fluorescencia es capturada por un fotomultiplicador a una distancia conocida aguas abajo de la boquilla de Laval. El retardo de tiempo se puede variar hasta el máximo correspondiente al tiempo de flujo sobre esa distancia conocida. Al estudiar qué tan rápido desaparece la especie de reactivo en presencia de diferentes concentraciones de una especie de reactivo (generalmente estable), se puede determinar la velocidad de reacción constante a la baja temperatura del flujo de CRESU. 
Las reacciones estudiadas por la técnica CRESU generalmente no tienen una barrera de energía de activación significativa. En el caso de las reacciones neutras neutras (es decir, que no involucran ninguna especie cargada, iones), este tipo de reacciones sin barrera generalmente involucran especies de radicales libres como el oxígeno molecular (O2), el radical cianuro (CN) o el hidroxilo radical (OH). La fuerza impulsora energética para estas reacciones es típicamente un potencial intermolecular de largo alcance atractivo. 
Los experimentos de CRESU se han utilizado para mostrar desviaciones de la cinética de Arrhenius a bajas temperaturas: a medida que se reduce la temperatura, la constante de velocidad aumenta. Pueden explicar por qué la química es tan frecuente en el medio interestelar, donde se han detectado muchas especies poliatómicas diferentes (por radioastronomía). 